# Oxypetalum gracile
Oxypetalum gracile är en oleanderväxtart som beskrevs av T. Meyer. Oxypetalum gracile ingår i släktet Oxypetalum och familjen oleanderväxter. Inga underarter finns listade i Catalogue of Life.